# ریمکس
ریمکس (انگلیسی: RE/MAX) شرکت املاک آمریکایی است، که در سال ۱۹۷۳ تأسیس شد.